# 田村文彦
田村 文彦（たむら ふみひこ、1940年11月3日 - 2018年12月7日）は、日本の実業家で、元サッカー選手。ロシアとの民間交流団体「オーポラロシア福岡」の会長で、在日ロシア連邦大使館より名誉領事に任命されていた。

## 来歴
大阪府高石市出身。
明星高等学校を経て

早稲田大学第二政治経済学部を卒業。大学時代まではサッカーをおこない、ユース日本代表に選出されて1959年のAFCユース選手権1959にミッドフィルダーとして出場した。川淵三郎とはチームメイトだったという。大学卒業後はダンロップに3年間勤務したのち、父の経営する輸入車販売店に入社した。中古車オークション事業を父の知人と立ち上げて、ユー・エス・エスの創業に参加する。ユー・エス・エスでは代表取締役副会長まで務め、2014年6月に退任。その後相談役を2年務めた後にユー・エス・エスから完全に退いた。
2016年7月にロシア連邦より名誉領事に任命される。委嘱自体は前年11月になされていたが、実業界から引退してから拝命したと述べている。